# Трембач, Константин Григорьевич
Константин Григорьевич Трембач (14 апреля 1920, Кривая Руда, Полтавская губерния — 10 октября 1953, Шахтёрск, Сталинская область) — старший сержант Рабоче-крестьянской Красной Армии, участник Великой Отечественной войны, Герой Советского Союза (1945).

## Биография
Константин Трембач родился 14 апреля 1920 года в селе Кривая Руда (ныне — Семёновский район Полтавской области Украины). После окончания семи классов школы и ремесленного училища работал электрослесарем на шахтах. В марте 1942 года Трембач был призван на службу в Рабоче-крестьянскую Красную Армию и направлен на фронт Великой Отечественной войны. В боях два раза был ранен.
К сентябрю 1944 года старший сержант Константин Трембач был механиком-водителем танка Т-34-85 100-й танковой бригады 31-го танкового корпуса 1-го Украинского фронта. Отличился во время освобождения Чехословакии. 18-20 сентября 1944 года экипаж Трембача в составе передового отряда прорвал немецкую оборону, проскочил по мосту через Вислок и атаковал немецкие войска на её западному берегу, уничтожив 1 артиллерийское орудие, 1 батарею миномётов и 3 пулемётов.
Указом Президиума Верховного Совета СССР от 10 апреля 1945 года за «образцовое выполнение боевых заданий командования на фронте борьбы с немецкими захватчиками и проявленные при этом мужество и героизм» старший сержант Константин Трембач был удостоен высокого звания Героя Советского Союза с вручением ордена Ленина и медали «Золотая Звезда» за номером 6630 (вручены лишь в 1952 году).
После окончания войны Трембач был демобилизован. Проживал и работал сначала на родине, затем в посёлке Катык (ныне — город Шахтёрск Донецкой области Украины). Не смог вписаться в мирную жизнь. Страдал посттравматическим стрессовым расстройством. Скончался от отравления алкоголем 10 октября 1953 года, похоронен на Шахтёрском городском кладбище.
Был также награждён орденами Красного Знамени, Отечественной войны 1-й и 2-й степеней, Красной Звезды, Славы 2-й и 3-й степеней, рядом медалей.

## Память
В честь Трембача названа улица в Шахтёрске.